# 鳥羽市立海の博物館
鳥羽市立海の博物館（とばしりつうみのはくぶつかん、英語: Toba Sea-Folk Museum）は、三重県鳥羽市浦村町にある、鳥羽市が設置し、公益財団法人東海水産科学協会が指定管理者として運営する博物館（海事博物館）である。

## 概要
「海民（かいみん）」と呼ばれる海と共に生活する人間と海との関わりについて、様々な視点より調査・研究や展示、社会教育活動を行っている。研究分野は水産業、海運業、造船（主に木造船）、海産物の流通など海に関わる経済活動の他、宗教、民俗、文化、資源保護や海洋汚染等多岐に及ぶ。
資料収集にあたっては、資料に対する偏見を極力排除するため、「どんなモノでも集める」が方針となっている。三重県の海沿いの地域、特に志摩半島から熊野灘沿岸の漁村を中心に収集しているが、船や海女に関する資料などには日本国外の物もある。漁具など約6万点の実物資料の中には6,879点の重要有形民俗文化財を含み、写真資料は約12万点を保有する。館内には、日本各地から集めた約80隻の木造船が並ぶ。
創立当初は鳥羽市街地の近くにあったが、年々増え続ける膨大な収集資料の保管場所に困窮し、また建物の雨漏りや塩害による窓枠の腐食等により資料の保管状況も劣悪だった。1985年（昭和60年）、収蔵資料の一部が重要有形民俗文化財に指定されたことを契機に、文化庁の補助を受けて収蔵庫を現在地に移転新築した。バブル景気の真っ直中で、旧所在地跡の敷地を高値で転売できたことから展示棟も建設できることになり、1992年（平成4年）に全面移転した。開館以来、東海水産科学協会が運営してきたが、経営難のため鳥羽市に施設の寄付と一部買い取りを要請し、2017年（平成29年）10月より鳥羽市が設置し東海水産科学協会が指定管理者として運営する「鳥羽市立海の博物館」に移行した。館長は同協会の石原義剛が引き続き務める。

## 沿革

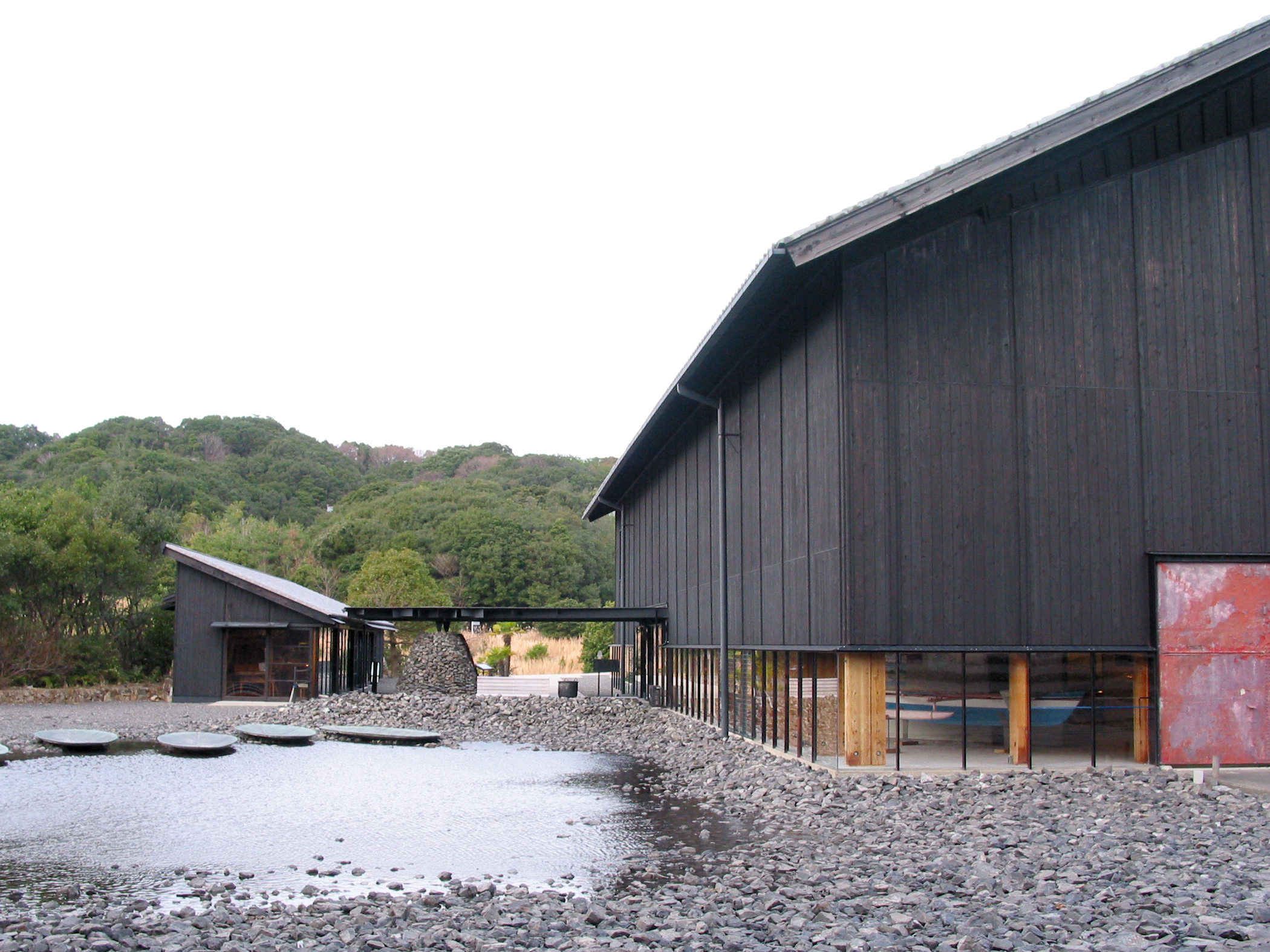
右手がA棟、左奥がカフェテラス
池のアートは小清水漸の作品

- 1971年（昭和46年）12月7日 - 三重県所管の財団法人東海水産科学協会により鳥羽市鳥羽1丁目に設立・開館。
- 1985年（昭和60年）4月19日 - 収蔵品のうち、「伊勢湾・志摩半島・熊野灘の漁撈用具」6879点が国の重要有形民俗文化財に指定される。
- 1989年（平成元年） - 鳥羽市浦村町の現在地に重要文化財収蔵庫が完成・移転。
- 1992年（平成4年） - 展示棟が完成し全面移転。日本文化デザイン賞受賞、公共建築百選に選定される。
- 1993年（平成5年） - 体験学習棟が完成。日本建築学会賞作品賞、芸術選奨文部大臣新人賞、吉田五十八賞受賞。
- 2012年（平成24年）2月18日 - 中止となった「牡蠣の国まつり」に代わって開かれた「浦村かき応援まつり」の会場となる[3][4]。
- 2017年（平成29年）10月3日 - 鳥羽市に移管し、鳥羽市立海の博物館に改称する[1]。同日、指定管理者制度を導入し、東海水産科学協会が運営を行う[1]。
- 2021年（令和3年） - 日本建築家協会JIA25年賞受賞。

## 4つテーマ
下記の4つテーマが博物館としての活動の柱となっている。
- 海に生きる人々 - 海民
- 船 - 木造船の世界
- 魚介藻を獲る - 漁具と漁法
- 海の環境を守る - 汚染の現状

## 主な建物
移転前に塩害に苦しんだ経験から、外装材には極力金属を用いず、全ての建物の屋根が日本瓦葺きとなっている。このため、周辺地域の漁村風景に溶け込んだ意匠となっている。バブル経済時代の設計にもかかわらず、低コストで建築できた点も注目を集めた。
- 所在地 - 三重県鳥羽市浦村町大吉1731-68
- 敷地面積 - 18,058平方メートル
- 設計 - 内藤廣建築設計事務所
- 構造設計 - 構造設計集団〈SDG〉（渡辺邦夫）
- 外構設計 - 内藤廣建築設計事務所

### 重要文化財収蔵庫（3棟）
資料の材質毎に保管に適した湿度が異なるため、3棟を5ブロックに分け、それぞれ床・壁面の仕上材を変えている。比較的乾燥した方が良い収蔵庫には床・壁共板張仕上とし、湿度が高い方が良い収蔵庫には三和土間を用いている。当初木造で計画されていたが、木造では文化庁から補助金が交付されないため、プレキャストコンクリート造に変更している。
3棟ある内、船の収蔵庫1棟のみが公開されている。庫内は土足厳禁であり、来館者は収蔵庫入口で付属のスリッパに履き替える。
- 構造 - プレストレストプレキャストコンクリート造ポストテンション方式組立構法
- 規模 - 地上1階
- 建築面積 - 2173平方メートル
- 延床面積 - 2026平方メートル
- 施工 - 鹿島建設 大種建設
- 竣工 - 1989年6月

### 展示棟（2棟）
- 構造 - 鉄筋コンクリート造、及び構造用集成材による変形立体木造トラス構法
- 規模 - 地上2階
- 建築面積 - 1487平方メートル
- 延床面積 - 1898平方メートル
- 施工 - 大種建設
- 竣工 - 1992年6月

### 体験学習棟
- 構造 - 鉄筋コンクリート造+木造
- 規模 - 地上2階
- 建築面積 - 202平方メートル
- 延床面積 - 386平方メートル
- 施工 - 大種建設
- 竣工 - 1993年3月

## アクセス
- バス - 鳥羽駅前の鳥羽バスターミナルより、かもめバスで約35分、海の博物館前下車、徒歩約7分。
- 車 - 国道167号よりパールロード（三重県道128号鳥羽阿児線）へ、鳥羽駅より約20分。